# Ermione (città antica)
Ermione (in greco antico: Ἑρμιόνη o Ἑρμιών?, Hermióne o Hermión) era una polis greca dell'Argolide.

## Storia
Nell'antichità Ermione era una polis greca sita nell'Argolide e più precisamente nella sua estremità orientale, in corrispondenza dell'isola di Idra. Era collocata su una lunga penisola avente origine dalle pendici del colle Pron e formante a nord un eccellente riparo per le imbarcazioni. Il confine settentrionale con Trezene ed Epidauro era il monte Scilleo.
Fondata secondo la leggenda dai Driopi, è citata nel Catalogo delle Navi omerico come appartenente al regno di Diomede: passata all'anfizionia calaurica durante il periodo delle migrazioni doriche, vide un insediamento miceneo, come testimoniato dall'aver rinvenuto ceramiche e necropoli riconducibili a quel popolo. È ricordata nel 525 e nel 465 a.C. per aver in queste date venduto rispettivamente l'isoletta di Idra ai Sami scacciati da Policrate e la parte sudoccidentale del suo territorio a profughi di Tirinto, che vi fondarono il centro di Alice.
Dopo aver preso parte alla seconda guerra persiana, fu alleata degli Spartani durante la guerra del Peloponneso, mantenendo poi per tutto il IV secolo a.C. questo status. Come testimoniato dall'emissione di monete pregiate durante il periodo ellenistico e sotto l'impero romano, doveva essere ancora fiorente in quell'epoche.
Oggi in rovina, rimangono però ampi tratti della cinta murari, templi, santuari, una necropoli risalente al periodo classico e un acquedotto romano, quest'ultimo sito alle pendici del Pron.